# Celly Cel

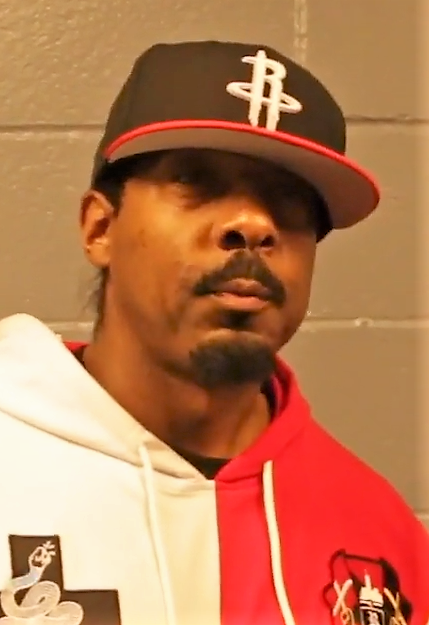
Celly Cel

Marcellus McCarver, besser bekannt als Celly Cel, ist ein US-amerikanischer Rapper und Hip-Hop-Produzent. Seine Musik lässt sich in die Kategorien Westcoast-Hip-Hop, Gangsta-Rap, Hardcore-Rap und G-Funk einordnen.

## Werdegang
McCarver wuchs in Vallejo, Kalifornien auf. Dort begann er 1990 damit Hip-Hop zu machen und Demoaufnahmen zu produzieren. Er erhielt schließlich einen Plattenvertrag bei E-40s Label Sick Wid It, dessen Produkte von Jive Records vertrieben wurden. Hierüber wurde 1994 sein Debütalbum Heat 4 Yo Azz veröffentlicht. Bereits im darauf folgenden Jahr erschien der Nachfolger Killa Kali, der sein größter Verkaufserfolg wurde und sich auf Rang 4 der „Top R&B/Hip-Hop Albums“ des Billboard-Magazins platzieren konnte. Dennoch dauerte es bis 1998, ehe sein drittes Werk, The G Filez, herausgebracht wurde. In der Zwischenzeit war er jedoch als Gastinterpret auf Projekten von zahlreichen anderen Rappern vertreten.
Danach trennte er sich von Sick Wid It, die daraufhin 1999 eine Best-of-Kompilation veröffentlichten. Celly Cel gründete anschließend mit Realside ein eigenes Label, über das er 2000 sein viertes Album Deep Conversation auf den Markt brachte. Außerdem erschien hierüber 2001 das Werk Criminal Activity, das er mit Spice 1 unter dem Gruppennamen Criminalz aufnahm. Neben den beiden Rappern war auch Jayo Felony voll beteiligt, der jedoch auf dem Cover nur als Gastinterpret genannt wurde.
2002 folgte mit Song’z U Can’t Find eine weitere Kompilation, diesmal bestehend aus Celly Cels Gastauftritten und anderen, bis dahin nur in kleiner Auflage veröffentlichten, Aufnahmen. 2005 erschien schließlich mit It’z Real Out Here ein neues Studioalbum, gefolgt 2006 von Slaps, Straps & Baseball Hats, The Wild West und The Gumbo Pot, sowie dem mit D Enemy, Mac Reese und Protajay unter dem Namen Hillside Stranglaz aufgenommenen Gruppenalbum Bad Influence.
Hierauf ließ Celly Cels Output nach und neben diversen Kompilationen folgte 2012 nur noch die EP Big Faces und 2013 und 2017 die Alben Morphine X und Dirty Mind. Daneben blieb er als Gastrapper aktiv.

## Diskografie

### Alben
- 1994: Heat 4 Yo Azz
- 1996: Killa Kali
- 1998: The G Filez
- 2000: Deep Conversation
- 2005: It’z Real Out Here
- 2006: Slaps, Straps & Baseball Hats
- 2006: The Wild West
- 2006: The Gumbo Pot
- 2013: Morphine X
- 2017: Dirty Mind

### Kompilationen
- 1999: The Best of Celly Cel
- 2002: Song’z U Can’t Find
- 2007: Best of Celly Cel 2: Tha Sick Wid It Dayz
- 2012: Celly Cel Presents: Cali Luv
- 2016: The Lost Tapes

### EP
- 2012: Big Faces